# M.I.B
M.I.B (hangul: 엠아이비), eller Most Incredible Busters, var ett sydkoreanskt pojkband bildat 2011 av Jungle Entertainment.
Gruppen bestod av de fyra medlemmarna KangNam, 5Zic, Young Cream och SIMS.

## Medlemmar
| Artistnamn   | Artistnamn | Födelsenamn    | Födelsenamn  | Födelsedatum     |
| Romanisering | Hangul     | Romanisering   | Hangul/Kanji | Födelsedatum     |
| ------------ | ---------- | -------------- | ------------ | ---------------- |
| KangNam      | 강남       | Namekawa Yasuo | 滑川康男     | 23 mars 1987     |
| 5Zic         | 직 재스퍼  | Kim Han-gil    | 김한길       | 26 juli 1988     |
| Young Cream  | 영크림     | Kim Seo-an     | 김서안       | 14 februari 1990 |
| SIMS         | 심스       | Shim Jong-su   | 심종수       | 27 februari 1991 |

## Diskografi

### Album
| Albuminformation                                                | Topplacering          |
| Albuminformation                                                | Sydkorea (Gaon Chart) |
| --------------------------------------------------------------- | --------------------- |
| Most Incredible Busters (Studioalbum) - Släppt: 25 oktober 2011 | 20                    |
| Illusion (EP-skiva) - Släppt: 30 maj 2012                       | 15                    |
| Money In The Building (EP-skiva) - Släppt: 10 april 2013        | 14                    |
| The Maginot Line (Studioalbum) - Släppt: 31 mars 2014           | 16                    |

### Singlar
| År   | Titel                   | Topplacering          |
| År   | Titel                   | Sydkorea (Gaon Chart) |
| ---- | ----------------------- | --------------------- |
| 2011 | "Beautiful Day"         | —                     |
| 2011 | "Hands Up"              | —                     |
| 2011 | "Say My Name"           | 155                   |
| 2011 | "G.D.M"                 | 144                   |
| 2012 | "Celebrate"             | 59                    |
| 2012 | "Only Hard For Me"      | 70                    |
| 2013 | "Nod Along!"            | 94                    |
| 2013 | "Dash" ("Men In Black") | 56                    |
| 2013 | "Let's Talk About You"  | 38                    |
| 2014 | "Chisa'Bounce"          | 61                    |